# Pracejovice
Pracejovice är en ort i Tjeckien.   Den ligger i regionen Södra Böhmen, i den sydvästra delen av landet, 100 km söder om huvudstaden Prag. Pracejovice ligger 412 meter över havet och antalet invånare är 301.
Terrängen runt Pracejovice är huvudsakligen lite kuperad. Pracejovice ligger nere i en dal. Runt Pracejovice är det ganska tätbefolkat, med 75 invånare per kvadratkilometer. Närmaste större samhälle är Strakonice, 3,9 km öster om Pracejovice. Trakten runt Pracejovice består till största delen av jordbruksmark.